# اعتقال محمود خليل
اعتقال محمود خليل وهو ناشط طلابي في جامعة كولومبيا ومفاوض رئيسي في الاحتجاجات المؤيدة للفلسطينيين واحتلال الحرم الجامعي أثناء حرب غزة، تم اقتياده من مبنى سكني في جامعة كولومبيا في مدينة نيويورك من قبل عملاء دائرة الهجرة والجمارك الأمريكية (ICE) في 8 مارس 2025. ولم يكن لدى العملاء مذكرة توقيف وكانوا يتصرفون بناء على أوامر من وزارة الخارجية لإلغاء تأشيرة الدراسة الخاصة بخليل. عندما أُبلغ العملاء بأن خليل مقيم دائم قانوني، قالوا إن هذا الوضع سيتم إلغاؤه بدلاً من ذلك. تم نقله إلى مركز احتجاز لاسال في جينا، لويزيانا.
يعد هذا الاعتقال أول محاولة ترحيل معروفة علنًا تتعلق بالنشاط المؤيد لفلسطين في عهد الرئيس دونالد ترامب، الذي هدد بمعاقبة الطلاب وغيرهم ممن يقول إنهم شاركوا في أنشطة "متحالفة مع حماس ". نشر البيت الأبيض صورة ساخرة لخليل على مواقع التواصل الاجتماعي مع تعليق "شالوم، محمود". قد أثار احتجاز خليل ردود فعل واسعة النطاق من جانب منظمات الحقوق المدنية، وأعضاء الحزب الديمقراطي ، والمحامين، الذين زعموا أن هذا يمثل هجوماً على حرية التعبير والتعديل الأول.
لا توجد تهمة جنائية ضد خليل. بدلًا من ذلك، تعتمد حجة الحكومة على قسم من قانون الهجرة والجنسية لعام 1952 الذي يعود إلى حقبة الحرب الباردة، والذي ينص على أنه يجوز ترحيل الأجانب في الولايات المتحدة إذا اعتقد وزير الخارجية أن وجودهم سوف يخلف عواقب سلبية خطيرة على السياسة الخارجية الأميركية. قد لاحظ العديد من الصحفيين ومنظمات حقوق الإنسان العلاقة بين هذا القانون والمكارثية.
في 11 أبريل/نيسان 2025، حكم قاضي الهجرة في ولاية لويزيانا جيمي إي. كومانس بأن خليل قابل للترحيل، بناء على تأكيد وزير الخارجية ماركو روبيو بأن استمرار وجوده يشكل "عواقب سلبية على السياسة الخارجية". وقالت القاضية إنها لا تملك السلطة للتشكيك في هذا القرار.  أصدرت محكمة المقاطعة الفيدرالية أمرًا بوقف ترحيل خليل أثناء نظرها في قضية منفصلة تطعن في دستورية اعتقاله واحتجازه.

## سيرته
كان محمود خليل طالب دراسات عليا في كلية الشؤون الدولية والعامة بجامعة كولومبيا في وقت احتلال الحرم الجامعي المؤيد للفلسطينيين في جامعة كولومبيا عام 2024. هو مواطن جزائري حاصل على الإقامة الدائمة في الولايات المتحدة بموجب برنامج البطاقة الخضراء.
وُلِد خليل في مخيم للاجئين في دمشق، سوريا، عام 1995، لأبوين فلسطينيين. كان أجداده يعيشون في طبريا، ولكنهم أجبروا على المغادرة في نكبة عام 1948. فر هو وعائلته إلى لبنان في عام 2012 بعد اندلاع الحرب الأهلية السورية. حصل خليل على الجنسية الجزائرية من خلال عائلة والدته، الذين يُزعم أنهم من الثوار الجزائريين الذين نزحوا إلى الإمبراطورية العثمانية.
تقول الصحافية لورين بون، التي التقت خليل في بيروت أثناء تغطيته لأزمة اللاجئين السوريين، إن خليل "كان غالبًا ما يشير إلى نفسه باعتباره 'لاجئًا مزدوجًا' كونه فلسطينيًا في سوريا ولاجئًا سوريًا في لبنان".  أفاد بوهن أن خليل علم نفسه اللغة الإنجليزية أثناء عمله مع اللاجئين السوريين من خلال منظمة Junsoor التعليمية السورية الأمريكية غير الربحية. وفي الوقت نفسه، حصل على درجة البكالوريوس في علوم الكمبيوتر من الجامعة اللبنانية الأميركية في بيروت. ثم أمضى خليل سنوات يعمل في وزارة الخارجية والكومنولث والتنمية التابعة للحكومة البريطانية، حيث أدار منحة تشيفنينج من السفارة البريطانية في بيروت ودعم الدبلوماسيين بمهاراته اللغوية ومعرفته المحلية.
في عام 2022، هاجر خليل إلى الولايات المتحدة بتأشيرة طالب لحضور SIPA. تزوج من زوجته نور عبدالله في نيويورك عام 2023 بعد علاقة طويلة المدى استمرت سبع سنوات. عبد الله مواطن أمريكي وطبيب أسنان. ثم حصل خليل على البطاقة الخضراء في عام 2024. التقى الزوجان في عام 2016، عندما انضم عبد الله إلى برنامج تطوعي كان خليل يشرف عليه في لبنان. كانت عبد الله حاملاً وقت اعتقالها، وكان موعد ولادتها في أواخر أبريل/نيسان 2025. أنجبته في 21 أبريل، بينما كان لا يزال قيد الاحتجاز في لويزيانا. طلب محاموه الإفراج عنه مؤقتًا حتى يتمكن من التواجد مع زوجته أثناء ولادة ابنهما، لكن طلبه قوبل بالرفض.
أنهى خليل عمله في درجة الماجستير في ديسمبر 2024 وكان من المقرر أن يتخرج في مايو 2025. كطالب، تدرب في وكالة الأمم المتحدة لإغاثة وتشغيل اللاجئين الفلسطينيين في الشرق الأدنى (الأونروا)، وهي وكالة إغاثة تابعة للأمم المتحدة تدعم اللاجئين الفلسطينيين.

## مشاركة خليل في احتجاجات جامعة كولومبيا
كطالب في جامعة كولومبيا، شارك خليل في النشاط التضامني مع فلسطين أثناء حرب غزة. عمل كمفاوض ومتحدث باسم الطلاب المرتبطين بمخيمات التضامن مع غزة وائتلاف جامعة كولومبيا لسحب الاستثمارات من نظام الفصل العنصري (CUAD) في المناقشات مع مسؤولي كولومبيا، وكثيراً ما شوهد بدون قناع على الخطوط الأمامية للاحتجاجات.
في مقابلة أجريت معه عام 2024، قال خليل: "كطالب فلسطيني، أعتقد أن تحرير الشعب الفلسطيني والشعب اليهودي متشابكان ويسيران جنبًا إلى جنب، ولا يمكنك تحقيق أحدهما بدون الآخر". ووصف الحركة بأنها "من أجل العدالة الاجتماعية والحرية والمساواة للجميع". وفي معرض حديثه عن المخاوف بشأن معاداة السامية، قال خليل: "بالطبع، لا مكان لمعاداة السامية. ما نشهده هو مشاعر معادية للفلسطينيين تتخذ أشكالًا مختلفة، ومعاداة السامية، وكراهية الإسلام، والعنصرية هي بعض هذه الأشكال." في مقابلة مع شبكة سي إن إن، قال خليل: "إن تحرير فلسطين والفلسطينيين والشعب اليهودي مترابطان"، وأن النشطاء اليهود "جزء لا يتجزأ من هذه الحركة".
في ذلك الوقت، كان خليل يحمل تأشيرة طالب تتطلب الالتحاق بالجامعة بدوام كامل. وقال إنه تجنب الاحتجاجات "عالية الخطورة" وتواصل مع الجامعة للتأكد من أنه لن يثير أي مشاكل، لأن أي إيقاف عن الدراسة من شأنه أن يعرض تأشيرة دراسته للخطر. في 30 أبريل 2024، تلقى بريدًا إلكترونيًا من جامعة كولومبيا يوقفه عن الدراسة بسبب مشاركته المزعومة في معسكرات كولومبيا ، لكن الجامعة تراجعت عن قرار الإيقاف في غضون يوم واحد بعد مراجعة أدلتها. اتصل به مكتب رئيس جامعة كولومبيا للاعتذار عن الخطأ.
وصف مسؤولو كولومبيا خليل بأنه مفاوض مبدئي وحسن النية عمل معهم لتقليل المخيمات. في سبتمبر 2024، بعد بدء المظاهرات الجديدة في الحرم الجامعي، قال خليل إن الطلاب سيواصلون الاحتجاج طالما "استمرت كولومبيا في الاستثمار والاستفادة من نظام الفصل العنصري الإسرائيلي"، وأن هذا قد يشمل المزيد من المعسكرات أو أشكال أخرى من الاحتجاج.
في 6 مارس/آذار 2025، ذكرت وكالة أسوشيتد برس أن مكتب المساواة المؤسسية الذي تم إنشاؤه حديثًا في جامعة كولومبيا قد فتح تحقيقات مع عدد من الطلاب لمعالجة مزاعم تورطهم في تمييز معادٍ لإسرائيل أو معادٍ للسامية. قالت إيمي جرير، المحامية التي تقدم المشورة للعديد من الطلاب، إن جامعة كولومبيا تخضع "للضغوط الحكومية لقمع حرية التعبير المحمية".
ركزت مزاعم الجامعة ضد خليل على تورطه المزعوم في تحالف جامعة كولومبيا لسحب الاستثمارات وفرض العقوبات على نظام الفصل العنصري ودوره المزعوم في تنظيم ما وصفته إدارة الجامعة بأنه "حدث مسيرة غير مصرح به"، حيث قام بعض المشاركين على ما يبدو بتمجيد الهجوم الذي قادته حماس في 7 أكتوبر على إسرائيل ، وتوزيع منشورات على وسائل التواصل الاجتماعي تنتقد الصهيونية . صرح خليل لوكالة أسوشيتد برس: "هناك حوالي 13 اتهامًا ضدي. معظمها منشورات على مواقع التواصل الاجتماعي لا علاقة لي بها". هددت جامعة كولومبيا بمنع خليل من التخرج بسبب رفضه التوقيع على اتفاقية عدم الإفصاح ، لكنها سحبت التهديد بعد أن استأنف خليل القرار من خلال محام.